# David Valdéz
David Emanuel Valdéz (San Miguel de Tucumán, Tucumán, 6 de abril de 1993) es un futbolista argentino que juega como defensor.

## Trayectoria

### Atlético Tucumán
Valdéz debutó con la camiseta de Atlético Tucumán en 2012. En 2015 formó parte del equipo que se consagró campeón de la B Nacional y obtuvo el ascenso a Primera División. En 2017 estuvo presente en el debut del decano en la Copa Sudamericana, ante Oriente Petrolero, en Bolivia.

### San Jorge
En 2018 llegó a San Jorge. Tuvo una gran temporada, donde llegó a la final por el segundo ascenso a la B Nacional, ante Alvarado, pero los jugadores del equipo tucumano, al sentirse perjudicados por el arbitraje, abandonaron el partido. La resolución de las autoridas fue descender a la institución.

### Mitre
En 2019 se mudó a Santiago del Estero, para sumarse a Mitre. Sin embargo no jugó muchos partidos debido a la suspensión del torneo.

### Chaco For Ever
En 2020 llegó a Chaco For Ever. En 2021 logró el esperado ascenso a la segunda división, luego de una espera de 23 años. En el equipo chaqueño superó los 100 partidos jugados.

## Clubes
| Club             | País      |
| ---------------- | --------- |
| Atlético Tucumán | Argentina |
| San Jorge        | Argentina |
| Mitre            | Argentina |
| Chaco For Ever   | Argentina |

## Palmarés
| Título     | Equipo           | País      | Año  |
| ---------- | ---------------- | --------- | ---- |
| Nacional B | Atlético Tucumán | Argentina | 2015 |